# Polopos (kommunhuvudort)
Polopos är en kommunhuvudort i Spanien.   Den ligger i provinsen Provincia de Granada och regionen Andalusien, i den södra delen av landet, 400 km söder om huvudstaden Madrid. Polopos ligger 794 meter över havet och antalet invånare är 1 573.
Terrängen runt Polopos är huvudsakligen kuperad, men västerut är den bergig. Terrängen runt Polopos sluttar söderut.  Närmaste större samhälle är Albuñol, 8,3 km öster om Polopos. Trakten runt Polopos består till största delen av jordbruksmark.